# Klaus Schnabel
Klaus Schnabel (* 14. Mai 1937 in Bretten; † 21. Juni 2022) war ein deutscher evangelischer Geistlicher und Kirchenrat. Er war verheiratet und hatte zwei erwachsene Töchter. Als Pfarrer der Evangelischen Landeskirche in Baden hat er insbesondere die Öffentlichkeitsarbeit seiner Landeskirche weiterentwickelt und geprägt.

## Leben
Nach dem Abitur in Mosbach studierte Schnabel Theologie in Bethel, Göttingen, Hamburg und Heidelberg und wurde dabei vor allem von Paul Tillich geprägt. Berufliche Stationen waren eine zwölfjährige Tätigkeit als Gemeindepfarrer in Karlsruhe, danach die Leitung des Landesjugendpfarramtes sowie daran anschließend die Leitung des Amtes für Information beim Evangelischen Oberkirchenrat in Karlsruhe, verbunden mit der Funktion des Pressesprechers. Zeitweise war er auch kirchlicher Beauftragter für den SDR.
Seine theologisch reflektierte Zeitgenossenschaft führte zu einer lang anhaltenden Mitarbeit in evangelischen Verkündigungssendungen des 1. und 4. Programms des SWR sowie zur Veröffentlichung von Kolumnen in den Badischen Neuesten Nachrichten. Daneben war er über lange Zeit Schriftleiter der Badischen Pfarrvereinsblätter und gehört dem Redaktionsbeirat des Deutschen Pfarrerblattes an (Stand 2017). Über drei Jahrzehnte war Klaus Schnabel Mitglied im Vorstand des Evangelischen Pfarrvereins in Baden e.V., teilweise auch in der Funktion des Schatzmeisters im Vorstand des Verbandes der Vereine evangelischer Pfarrerinnen und Pfarrer in Deutschland e.V.